# Sztuka islamu

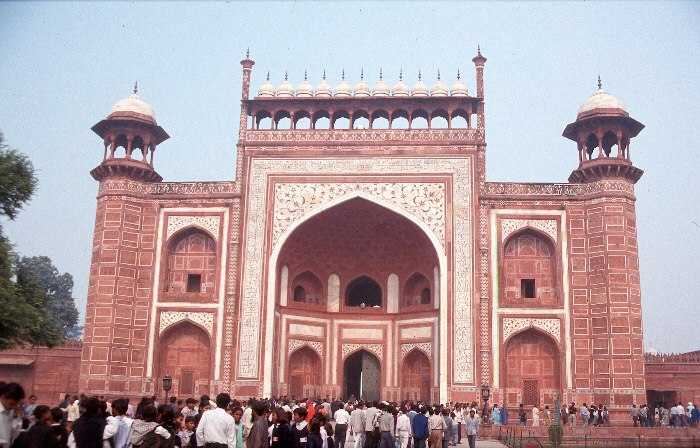
Meczet w Agrze

Sztuka islamu, czyli sztuka państw muzułmańskich, rozwijała się na terenach podbitych przez Arabów w VII w. i na początku VIII w. Objęła swoim zasięgiem Palestynę, Syrię, Mezopotamię, Persję, Turkiestan, Afganistan, Indie, Afrykę Północną oraz Półwysep Iberyjski. Zachowała trwałość i jednolitość form w ciągu wielu wieków. Powodem tego była monoteistyczna religia będąca religią życia publicznego, bez podziału na sferę religijną i świecką.
Artyści muzułmańscy, zainspirowani nota bene sztuką bizantyjską, na całym tym ogromnym terenie wpływów odcisnęli swoje piętno.

## Periodyzacja
Podział sztuki islamu jest związany z dynastiami panującymi. Do najważniejszych należą: sztuka epoki Omajjadów (głównie Syria, 661–750), Abbasydów (Irak, 750–945), Fatymidów (Egipt, 969–1171), Seldżuków (Iran, Anatolia, połowa XI–XIII w.), Mameluków (Egipt, Syria, 1250–1517), Mongołów (Iran, Transoksania, połowa XIII–XV w.), Turków osmańskich (Anatolia, Bałkany, XIV–XIX w.), Safawidów (Iran, 1502–1857).

## Charakterystyka
Istotną cechą formalną jest niezwykły rozwój dekoracji pokrywającej każdą powierzchnię przedmiotu niezależnie od materiału z jakiego został wykonany. Wobec zakazu przedstawiania zwierząt i ludzi, najczęstszą formą dekoracji był ornament roślinny i geometryczny, który przerodził się w arabeskę.

### Architektura
Sztuka islamu wprowadziła nowe detale architektoniczne:
- Łuk podkowiasty
  - kolisty
  - ostry
- Łuk stalaktytowy i lambrekinowy
- Łuki wieloarkadkowe
- Łuk ostry obniżony (podobny do łuku Tudorów)
- Sklepienia kopułowe

Płaszczyzny ścian budowli zdobione są malowanymi płytkami fajansowymi lub mozaiką.

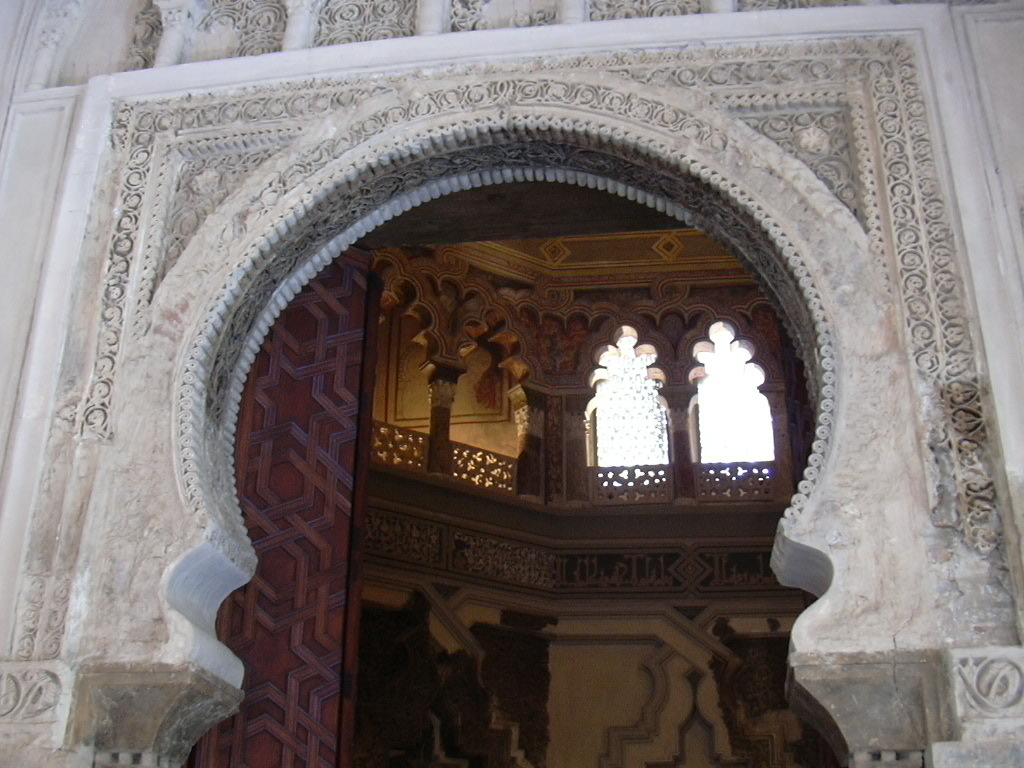
łuk podkowiasty kolisty
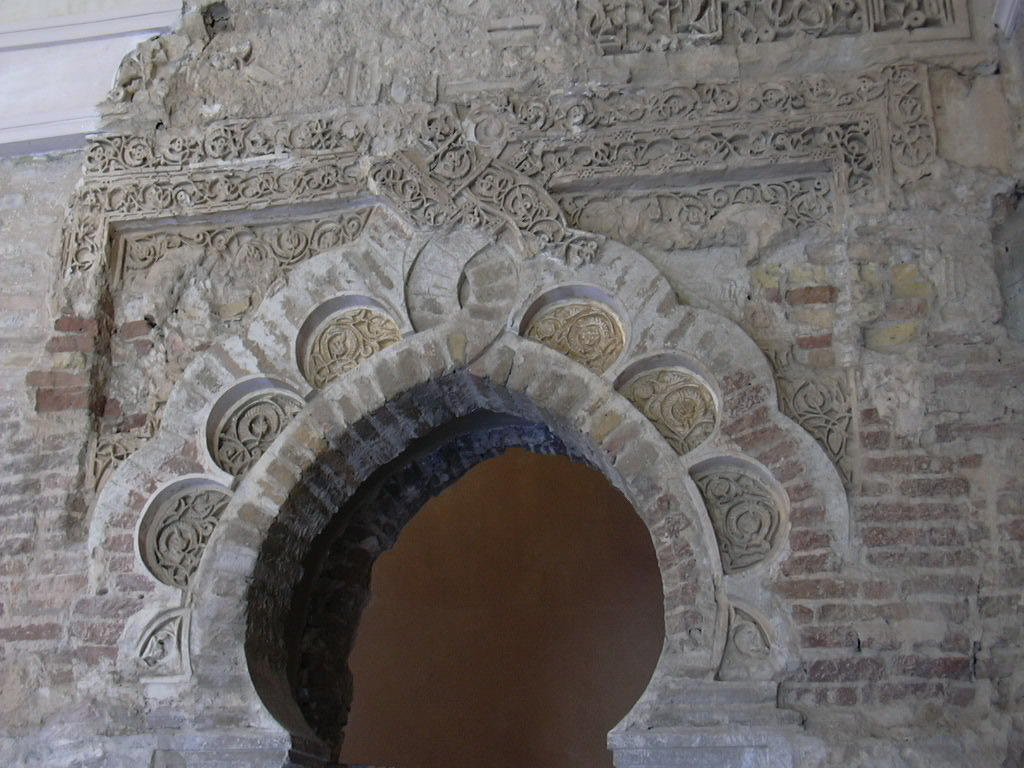
łuk podkowiasty ostry
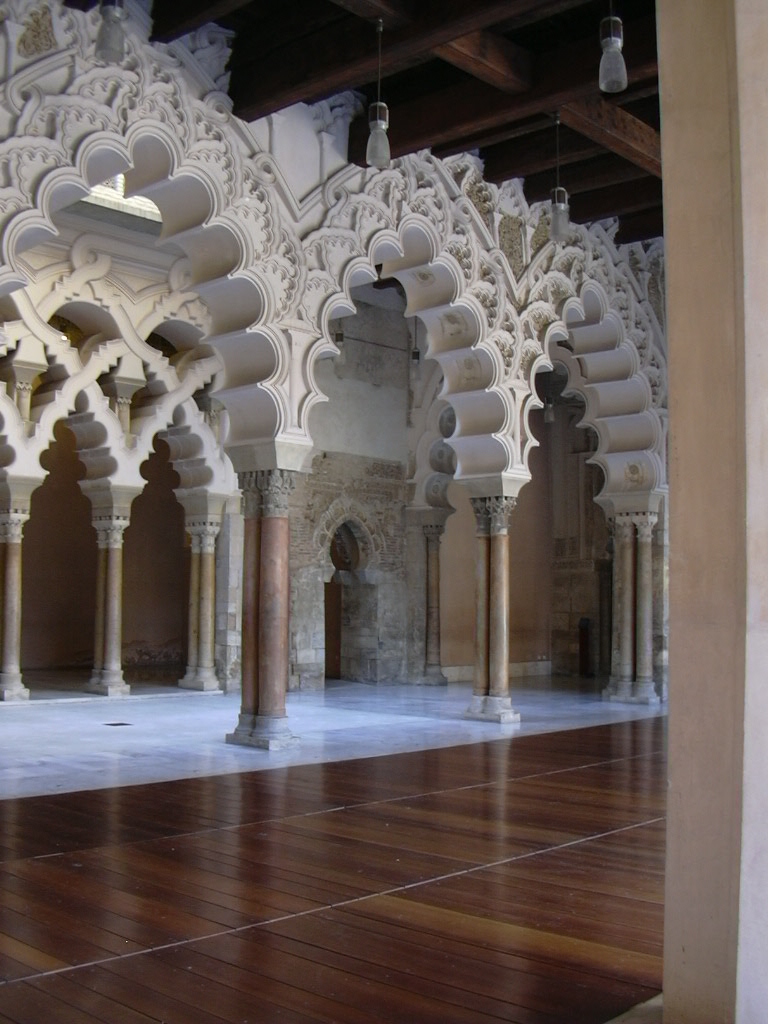
łuk wieloarkadkowy